# John Toro Rendón
John Jairo Toro Rendón (Bogota, 4 april 1958) is een voormalig voetbalscheidsrechter uit Colombia, die onder meer actief was bij het WK voetbal 1991 voor vrouwen (China),  WK voetbal 1998 (Frankrijk) en de strijd om de Copa América 2001 in zijn vaderland. Hij was FIFA-arbiter van 1990 tot 2002. Bij de WK-eindronde in 1998 leidde hij de wedstrijd tussen Denemarken en Zuid-Afrika (1-1). In dat duel deelde hij zeven gele en drie rode kaarten uit. De weggestuurde spelers waren Miklos Molnar, Alfred Phiri en Morten Wieghorst. De Deense voetbalbond diende na afloop een officieel protest in bij de FIFA.

## Interlands
| Datum             | Wedstrijd                | Uitslag | Competitie        | Kreeg geel | Kreeg voor de tweede keer geel en dus rood | Weggestuurd |
| ----------------- | ------------------------ | ------- | ----------------- | ---------- | ------------------------------------------ | ----------- |
| 19 september 1993 | Ecuador – Bolivia        | 1 – 1   | WK-kwalificatie   | ?          | ?                                          | ?           |
| 2 april 1997      | Peru – Ecuador           | 1 – 1   | WK-kwalificatie   | 6          | 0                                          | 2           |
| 10 juni 1997      | Brazilië – Engeland      | 1 – 0   | Tournoi de France | 6          | 0                                          | 0           |
| 18 juni 1998      | Denemarken – Zuid-Afrika | 1 – 1   | WK-eindronde      | 7          | 0                                          | 3           |
| 19 juli 2000      | Bolivia – Chili          | 1 – 0   | WK-kwalificatie   | 0          | 0                                          | 0           |
| 8 oktober 2000    | Ecuador – Chili          | 1 – 0   | WK-kwalificatie   | 6          | 0                                          | 0           |
| 20 juni 2001      | Costa Rica – Jamaica     | 2 – 1   | WK-kwalificatie   | 8          | 0                                          | 0           |